# Gongylidioides insulanus
Espèce
Synonymes
- Oedothorax insulanus Paik, 1980
- Gongylidioides kouqianensis Tu & Li, 2006

Gongylidioides insulanus est une espèce d'araignées aranéomorphes de la famille des Linyphiidae.

## Distribution
Cette espèce se rencontre en Corée du Sud, en Chine au Jilin et en Russie dans le Kraï du Primorié,,.

## Description
La femelle holotype mesure 3,02 mm.
Le mâle décrit par Seo en 2011 mesure 2,15 mm.

## Systématique et taxinomie
Cette espèce a été décrite sous le protonyme Oedothorax insulanus par Paik en 1980. Elle est placée dans le genre Gongylidioides par Lin, Lopardo et Uhl en 2022.
Gongylidioides kouqianensis a été placée en synonymie par Lin, Lopardo et Uhl en 2022.

## Publication originale
- Paik, 1980 : « The spider fauna of Dae Heuksan-do Isl., So Heuksan-do Isl. and Hong-do Isl., Jeunlanam-do, Korea. » Kyungpook Educational Forum Kyungpook National University, vol. 22, p. 153-173.